# 劉歙
參數所指定的目標頁面不存在，建議更正成存在頁面或直接建立下列一個頁面（建立前請先搜尋是否有合適的存在頁面可以取代）：
- 刘歙 (上乡侯)

刘歙（前1世紀—34年），字经孙，南阳郡蔡阳县（今湖北枣阳西南）人。为刘汉宗室，东汉开国皇帝光武帝刘秀族父，东汉建立后获封泗水王。

## 简介
刘歙和东汉开国皇帝刘秀一样，都是汉景帝第六子长沙定王刘发的后裔，其子刘终自幼和刘秀交好。新莽末年，汉朝宗室起兵，在波及到唐子时，刘终诱杀了新湖阳尉。之后更始帝刘玄立，刘歙随同入关，获封元氏王。在刘玄败亡后，刘歙父子奔洛阳转投刘秀。刘歙于建武二年五月庚辰（公元26年6月22日）封泗水王，其子则为淄川王。
建武十年（公元34年），刘歙去世，幼子刘燀被封为堂溪侯，以奉后祀。刘终在其父去世后，因悲伤过度，也于二十余天后离世。刘终长子刘柱被为邔侯，以奉刘终后祀。刘终之子刘凤则为曲阳侯。

## 家庭
- 族兄弟：刘钦、刘良
- 子：淄川王刘终、堂溪侯刘燀
- 孙：邔侯刘柱、曲阳侯刘凤

### 劉終
劉终（？－35年），中国新朝末年东汉初期政治人物。汉光武帝封他为淄川王。
劉终是西汉長沙定王劉發的后裔，劉歙之子。劉终与刘秀少时相亲。更始元年（23年），反新朝王莽，刘终诈称江夏吏，诱杀湖阳尉。更始帝封刘歙为元氏王，刘终为侍中。更始三年（25年），更始帝败于赤眉军，劉歙、劉终东奔洛阳。建武二年（26年）五月庚辰，光武帝立劉歙为泗水王，六月丙午，劉终为淄川王。建武十年（35年），劉歙薨，封其少子劉燀为堂溪侯，奉劉歙之后。劉终居丧哭泣二十余日，也薨逝。劉终长子劉柱改封为邔侯，以奉劉终祀，又封劉终子劉凤为曲阳侯。

## 延伸阅读
[在维基数据编辑]
 《後漢書·卷14》，出自范晔《後漢書》